# Inmigración mexicana en Francia
Francia es el país de destino para 12.982 mexicanos que están de manera legal en este país europeo según el censo consular oficial. París es el principal punto de residencia de mexicanos, pero también hay un número considerable en Estrasburgo y Marsella.
La Casa de México en París, es una de las 37 residencias de la Ciudad Internacional Universitaria de París (CIUP) y fue creada por los gobiernos de México y Francia en 1953 para hospedar jóvenes estudiantes universitarios procedentes de México y de otros países latinoamericanos.

## Historia

Capilla de la Virgen de Guadalupe en la catedral de Notre Dame, París, Francia.

Tras renunciar, Díaz y su familia comenzaron a empacar sus cosas para retirarse al exilio, en París, Francia. Tras despedir a sus antiguos sirvientes pagándoles en monedas de oro, la familia Díaz se marchó a la estación de trenes de Santa Clara, al sur de la capital. El general de división Victoriano Huerta fue el encargado de escoltar la caravana hacia Veracruz, de donde tomarían un buque de vapor a La Coruña. El 26 de mayo, Porfirio y Carmen Romero Rubio, acompañados de los hijos del general —a excepción de Amada— y de las hermanas de Carmen, salieron rumbo al Puerto de Veracruz. En el trayecto, la mañana del 27 de mayo, poco antes de llegar a la ciudad de Orizaba, el tren fue atacado por bandoleros, que sin embargo fueron repelidos por las fuerzas federales de Huerta, y lograron capturar a más de la mitad de los asaltantes. Al llegar a Veracruz, la noche de ese mismo día, y contrario a lo sucedido en otras partes del país, los Díaz fueron recibidos con banquetes, cenas, bailes y fiestas en su honor. Finalmente, la mañana del 31 de mayo, a bordo del buque alemán "Ypiranga", Porfirio Díaz y su familia abandonaron el país.

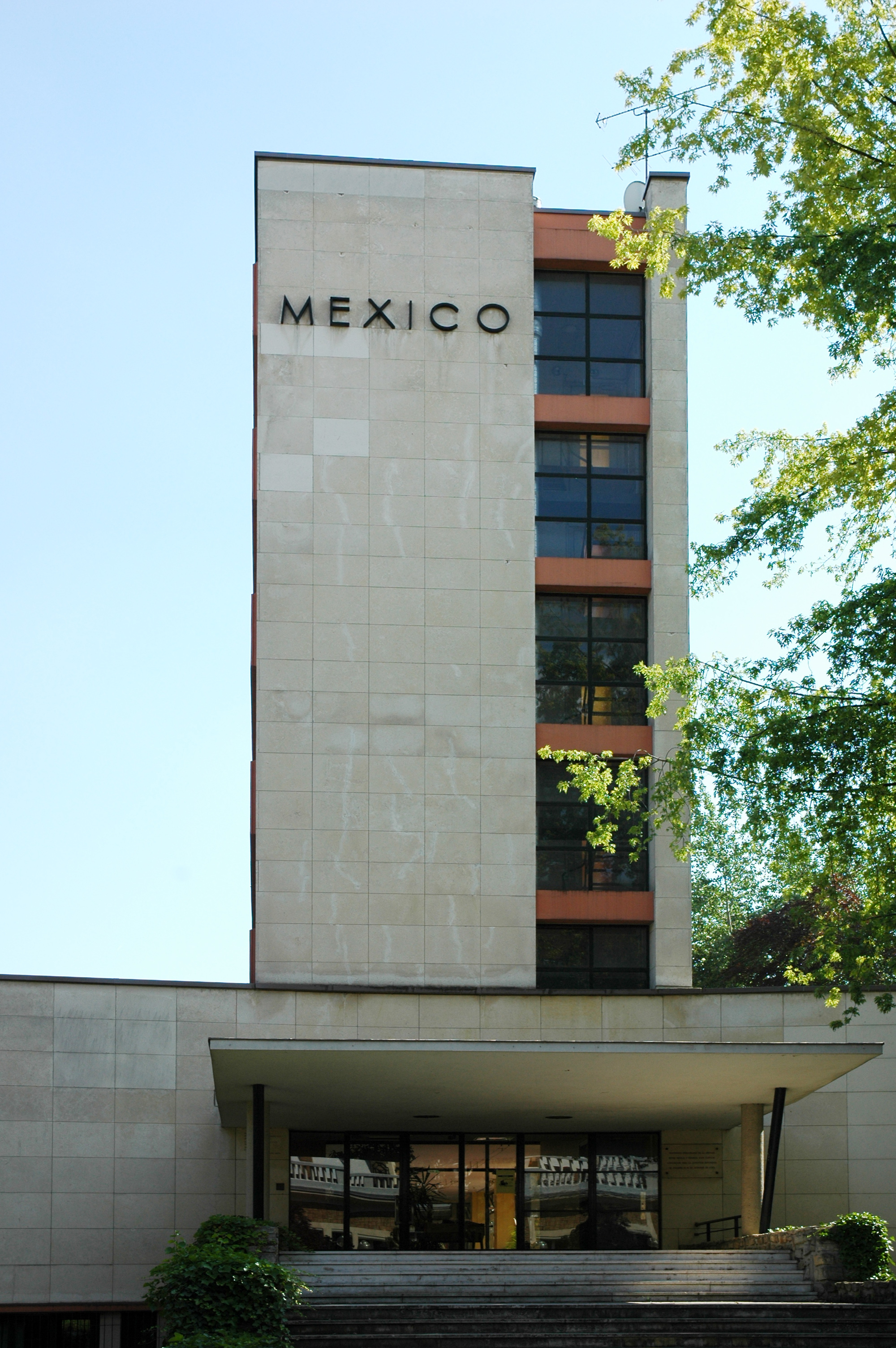
La Casa de México en la Cité internationale universitaire de Paris.

Díaz del viaje a Francia, Porfirio Díaz comenzó a recorrer Europa y sus principales capitales acompañado de su esposa. En abril de 1912, fue recibido en el Palacio de la Zarzuela, Madrid por el Rey de España, Alfonso XIII, quien lo invitó a residir en la península ibérica y le hizo entrega de una espada como obsequio. Más tarde recorrieron San Sebastián y Zaragoza. El káiser Guillermo II de Alemania le envió a Zaragoza boletos para presenciar las maniobras militares de su ejército en Münich, a donde llegaron en vísperas de la Primera Guerra Mundial. Tras fijar su residencia en París, los Díaz solían marcharse a Biarritz y San Juan de Luz, en la costa francesa, durante el invierno. A inicios de 1913, comenzaron un viaje por África del Norte y su travesía los llevó a conocer El Cairo, Keneth, La Esfinge y la Pirámide de Keops. En esta última, Díaz fue retratado en una fotografía propiedad del Archivo General de la Nación. Durante su regreso a Europa, estuvieron en Nápoles y Roma.
En París, Díaz comenzó a tener conocimiento de las rebeliones que se habían dado en México, gracias a que varios de sus viejos amigos solían ir a visitarlo. A fines de 1913, Porfirio recibió la visita de sus hijas Amada y Luz, quienes permanecieron con su padre unos cuantos meses y juntos recorrieron Suiza y los Alpes. Durante los últimos meses de 1914 y los primeros de 1915, su salud comenzó a deteriorarse seriamente y más tarde, en junio de 1915, su médico le ordenó absoluto reposo, por lo que tuvo que dejar sus diarias caminatas matinales por el bosque de Bologna. Según los relatos de Carmen Romero Rubio, su esposo padecía de alucinaciones. El 2 de julio, finalmente, ya había perdido la palabra y la noción del tiempo. Su médico de cabecera fue llamado al mediodía, y a las seis de la tarde con treinta y dos minutos —hora de Francia—, José de la Cruz Porfirio Díaz Mori falleció a la edad de ochenta y cuatro años. Fue enterrado en la iglesia de Saint Honoré l'Eylau, y el 27 de diciembre de 1921 sus restos fueron trasladados al cementerio de Montparnasse en París. Cuando Carmen Romero Rubio volvió al país en 1931 dejó sus restos en Francia. Desde el año de 1989 se han expresado intenciones de regresar a México los restos de Díaz, sin que hayan conseguido resultados.

## Comunidades mexicanas

### Provenza-Alpes-Costa Azul

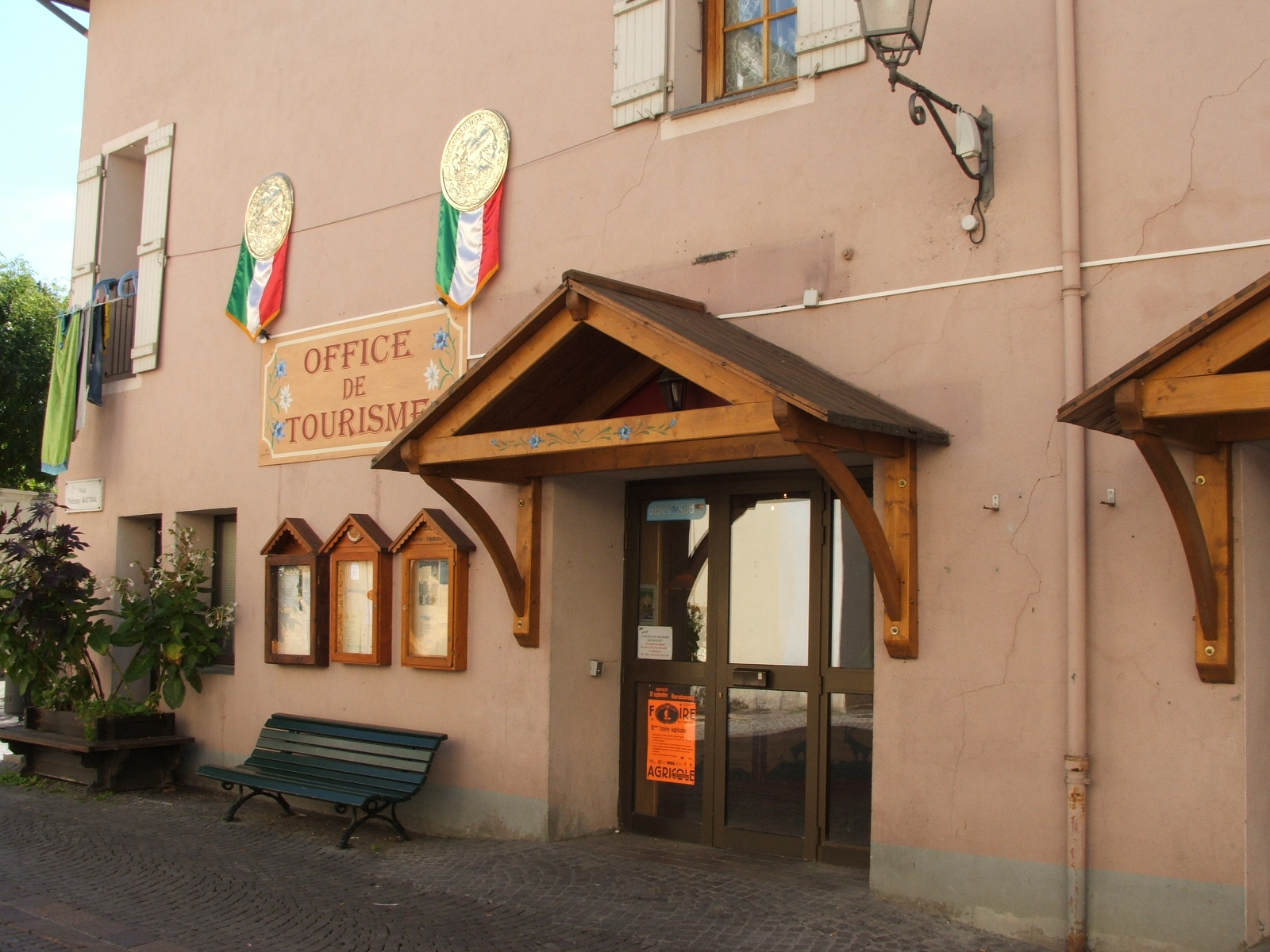
Edicio civil de Barcelonette con gallardetes de la Fete Mexicaine.

En el siglo XIX hubo una gran emigración predominantemente masculina de Barcelonnette hacia México. Al respecto L'Hôtel AZTECA y el Musée de la vallée publicaronː Se estiman en 60,000 los descendientes de los barcelonnettes, dispersos en todo el territorio mexicano. Muchos de ellos se mezclaron con la población local. Algunos siguen siendo Bajo Alpinos y dividiendo su vida entre México y el valle del Ubaye...  La migración inició hacia 1812, muy cerca de la independencia de México. 
Parte de ella fue de los barcelonnettes que habían emigrado a Luisiana, que Francia perdió en la Guerra de los Siete Años y que vieron oportunidad de crecimiento en la Nueva España sobre la cual España tenía cada vez menos control. Muchos de ellos regresaron a su tierra natal y trajeron consigo a sus hijos mexicanos; también llegaron aquí algunos exiliados de la Revolución Mexicana que emigraron a Barcelonette.